# Pararge deidamia
Pararge deidamia är en fjärilsart som beskrevs av Eduard Friedrich Eversmann 1851. Pararge deidamia ingår i släktet Pararge och familjen praktfjärilar. Inga underarter finns listade i Catalogue of Life.